# Archia (stratego di Cipro)
Archia (in greco antico: Ἀρχίας?, Archías; ... – 155 a.C.) è stato un militare e funzionario egizio, attivo sotto il regno di Tolomeo VI Filometore.

## Biografia
Nel 164 a.C. Archia accompagnò il re Tolomeo VI a Roma e al loro ritorno nell'anno successivo fu nominato governatore militare (στρατηγός, strategós) di Cipro. Circa nel 155 a.C. Archia fu scoperto mentre cercava di vendere l'isola al sovrano seleucide Demetrio I Sotere per 500 talenti e per questo fu accusato di tradimento; si suicidò prima della sentenza.